# Norihiro Nakamura
Norihiro Nakamura, född 24 juli 1973 i Osaka, är en japansk idrottare som tog brons i baseboll vid olympiska sommarspelen 2004 i Aten.